# Айзенкаппель-Феллах
Айзенкаппель-Феллах (нем. Eisenkappel-Vellach) — ярмарочная община (нем. Marktgemeinde) в Австрии, в федеральной земле Каринтия. Входит в состав округа Фёлькермаркт.
Население составляет 2549 человек (на 31 декабря 2005 года). Занимает площадь 198,84 км². Официальный код  —  2 08 04.

## Уроженцы
- Майя Хадерлап (1961)— немецкая и словенская писательница.

## Политическая ситуация
Бургомистр общины — Дитфрид Халлер (СДПА) по результатам выборов 2003 года.
Совет представителей общины (нем. Gemeinderat) состоит из 19 мест.
- СДПА занимает 10 мест.
- Партия EL занимает 5 мест.
- АНП занимает 3 места.
- АПС занимает 1 место.

## Внешние ссылки
- Официальная страница (нем.)

## Фотогалерея

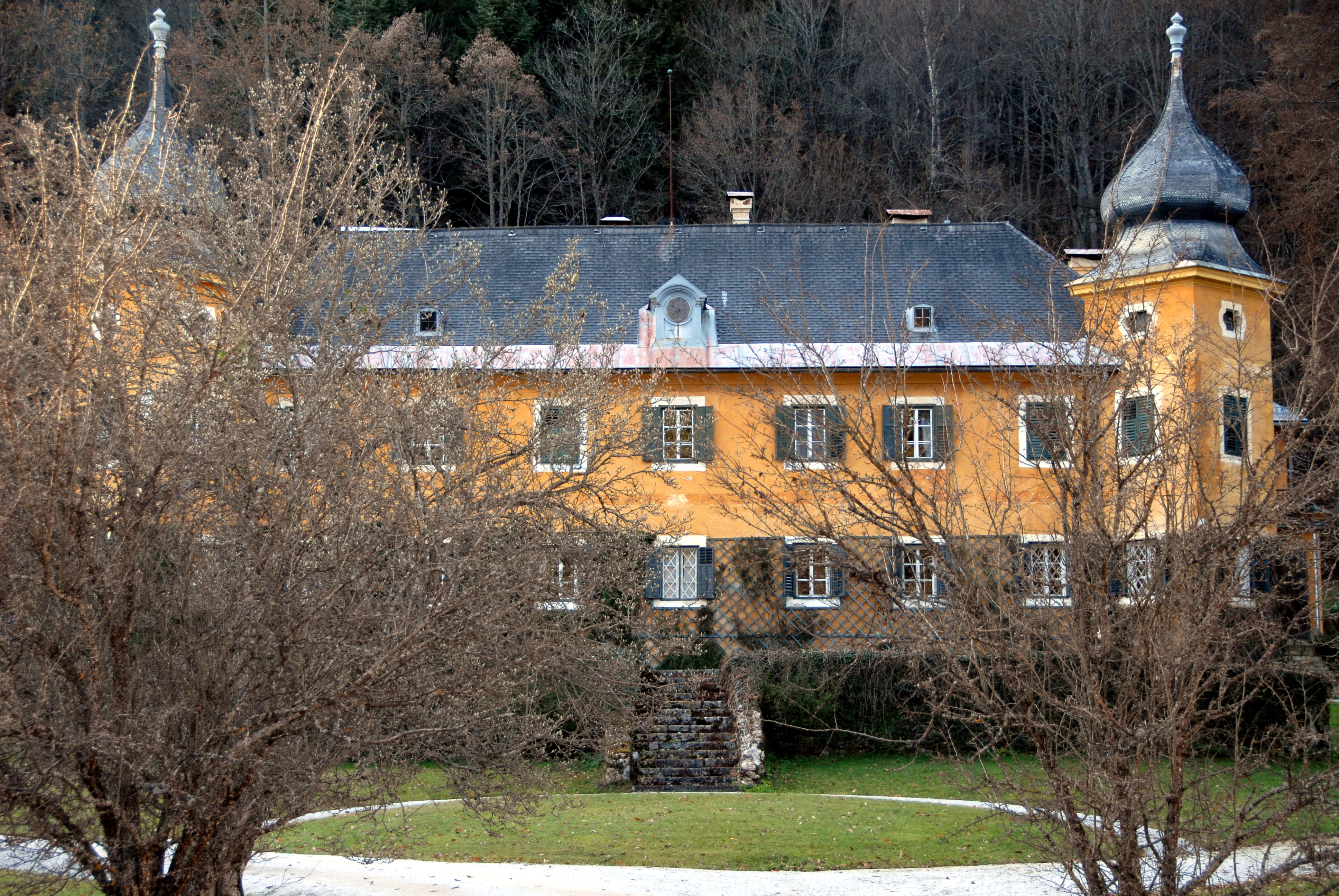
Замок
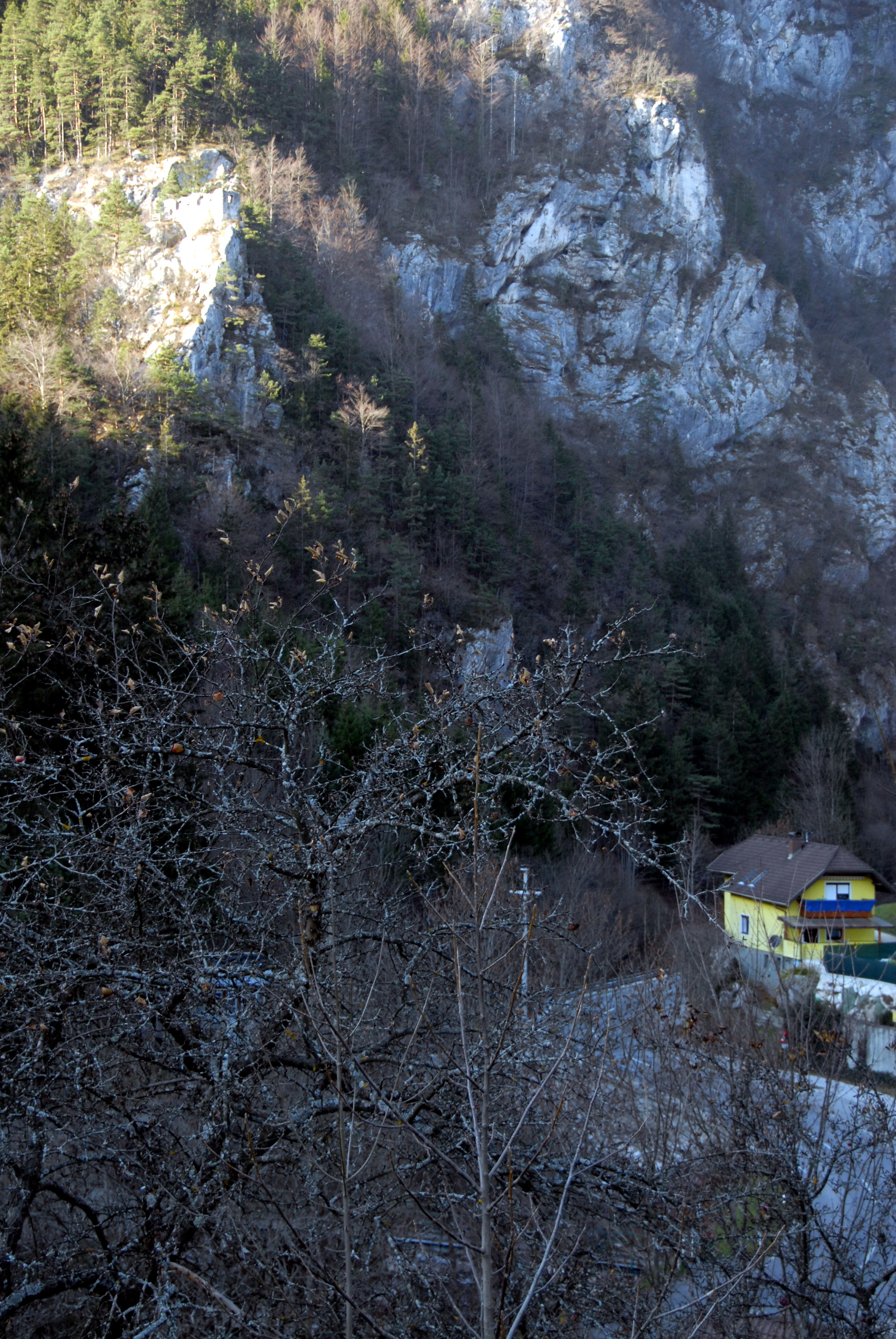
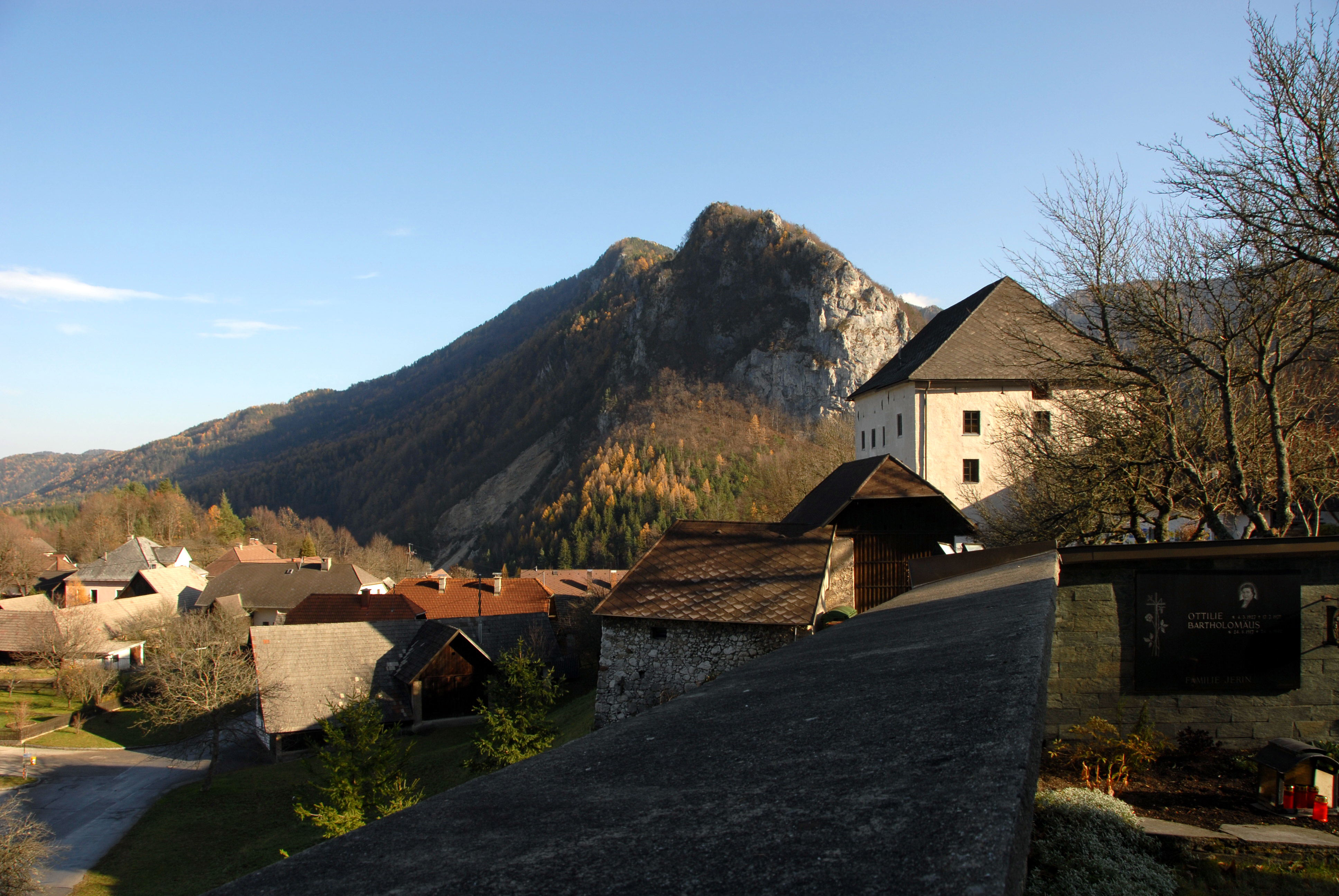
Замок
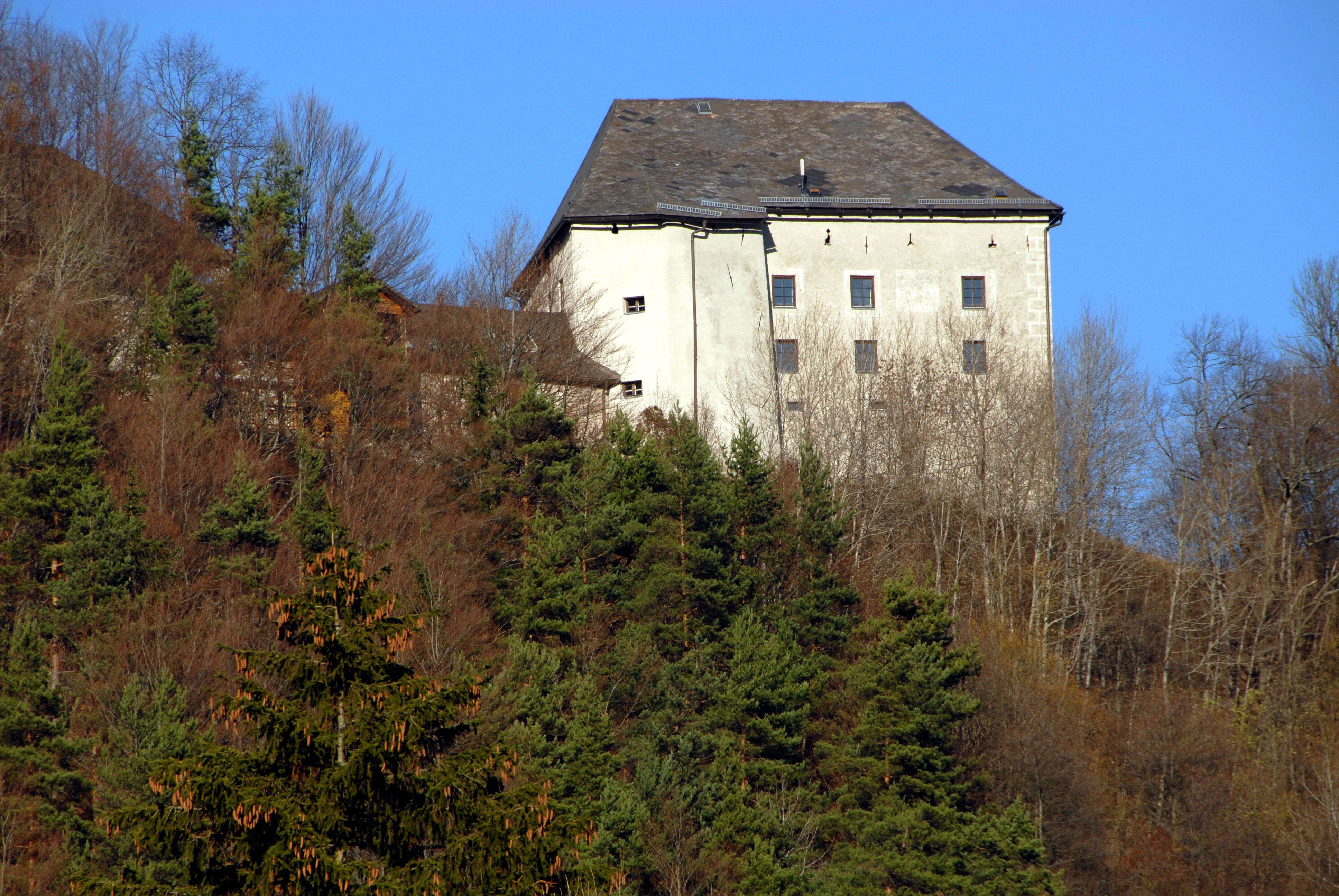
Замок